# Sialang Muda
Sialang Muda is een bestuurslaag in het regentschap Deli Serdang van de provincie Noord-Sumatra, Indonesië. Sialang Muda telt 1639 inwoners (volkstelling 2010).